# Vietnamees alfabet
Het Vietnamese alfabet of quốc ngữ is het alfabet dat tegenwoordig wordt gebruikt om het Vietnamees te schrijven. Oorspronkelijk was het een systeem om het chữ nôm (de karakters die vroeger werden gebruikt om de taal te schrijven) te transcriberen naar het Latijnse alfabet. Dit systeem werd voor een belangrijk deel verbeterd in de 17e eeuw door de Franse Jezuïet Alexandre de Rhodes om de Bijbel in het Vietnamees te kunnen vertalen. Het is gebaseerd op het Latijnse alfabet met negen diakritische tekens – vier hiervan dienen om nieuwe letters te maken en de vijf andere duiden de toon aan van een woord. De vele diakritische tekens (soms zijn er twee op één letter) maken dat geschreven Vietnamees makkelijk te herkennen is.

## Geschiedenis
Het Vietnamees werd voor het eerst geschreven met chữ nôm (字喃), Chinese karakters die waren aangepast aan het Vietnamees. Dit werd gebruikt vanaf de 13e eeuw en gebruikte één karakter per woord. Het systeem was gebaseerd op het klassiek Chinees (chữ nho), dat werd aangevuld met karakters uitgevonden in Vietnam (chữ thuần nôm, echte nomkarakters) die werden gebruikt voor oorspronkelijk Vietnamese woorden.
Vanaf 1572 begonnen Portugese christelijke missionarissen in Vietnam het Latijnse alfabet te gebruiken om het Vietnamees te transcriberen voor pedagogische en evangelische doelen. Deze informele transcripties leidden uiteindelijk tot het ontstaan van het huidige Vietnamese alfabet. Dit werd hoofdzakelijk uitgewerkt door de Franse jezuïet Alexandre de Rhodes, die in het land werkte van 1624 tot 1644. Hij schreef een Vietnamees-Portugees-Latijns woordenboek, gebaseerd op het Portugees-Vietnamese woordenboek van Gaspar D'Amaral en Duarte da Costa. Zijn boek werd uitgegeven in Rome in 1651 met gebruik van zijn eigen spelling.
Ondanks deze ontwikkelingen bleven chu nom en chu nho de belangrijkste schriftsystemen tot de vroege 20e eeuw, toen de Franse koloniale administratie het alfabet van De Rhode officieel maakte. Tegen het einde van de 20e eeuw was het Vietnamese alfabet algemeen in gebruik om het Vietnamees te schrijven. Slechts enkele specialisten kunnen nu nog de Chinese schriften voor het Vietnamees lezen.
Het is veel sneller om het zo goed als fonetische Vietnamese alfabet te leren dan om de vele Chinese karakters te beheersen, zodat het Vietnamese alfabet een belangrijke factor was om het analfabetisme onder de Vietnamese bevolking sterk terug te dringen. Voor het begin van de 20e eeuw was de meerderheid van de Vietnamezen analfabeet, terwijl nu zo goed als iedereen kan lezen en schrijven.

## De letters
Het Vietnamese alfabet heeft de volgende 37 letters (29 enkele letters en 8 digrafen) in alfabetische volgorde:
| A | Ă | Â | B | C | Ch | D | Đ | E | Ê | G | Gi | H | I | K | Kh | L | M | N | Ng | Nh | O | Ô | Ơ | P | Ph | Q | R | S | T | Th | Tr | U | Ư | V | X | Y |
| a | ă | â | b | c | ch | d | đ | e | ê | g | gi | h | i | k | kh | l | m | n | ng | nh | o | ô | ơ | p | ph | q | r | s | t | th | tr | u | ư | v | x | y |

### Klinkers
Het verband tussen spelling en uitspraak is redelijk complex. Een enkele letter kan staan voor verschillende tweeklanken of zowel enkelvoudige klinker als een tweeklank. Aan de andere kant kunnen verschillende letters dezelfde klank voorstellen.
| Spelling | Uitspra(a)k(en) | Spelling | Uitspra(a)k(en) |
| -------- | --------------- | -------- | --------------- |
| a        | /ɐː/, /ɐ/, /ɜ/  | o        | /ɔ/, /ɐw/, /w/  |
| ă        | /ɐ/             | ô        | /o/, /ɜw/, /ɜ/  |
| â        | /ɜ/             | ơ        | /əː/, /ɜ/       |
| e        | /ɛ/             | u        | /u/, /w/        |
| ê        | /e/, /ɜ/        | ư        | /ɨ/             |
| i        | /i/, /j/        | y        | /i/, /j/        |

De tabel hieronder geeft de Vietnamese klinkers (in IPA) en hun respectieve spellingswijzen in het Vietnamese alfabet.
| /i/ - meestal geschreven als i: /si/ = sĩ "geleerde" - soms geschreven als y: /mi/ = Mỹ "Amerika" - altijd geschreven als y als 1. voorafgegaan door een klinkerletter: /xwiɜn/ = khuyên "aanraden" 2. aan het begin van een woord: /iɜw/ = yêu "houden van" - (Merk op dat i en y eveneens worden gebruikt voor de halfklinker /j/.) | /e/ - geschreven als ê         |
| /ɛ/ - geschreven als e | /ɨ/ - geschreven als ư         |
| /əː/ - geschreven als ơ | /ɜ/ - meestal geschreven als â |
| /ɐː/ - geschreven als a. | /ɐ/ - geschreven als ă         |
| /u/ - geschreven als u. | /o/ - geschreven als ô.        |
| /ɔ/ - geschreven als o. |                                |

| Uitspra(a)k(en) | Spelling       | Uitspra(a)k(en) | Spelling |
| --------------- | -------------- | --------------- | -------- |
| /uj/            | ui             | /iw/            | iu       |
| /oj/            | ôi             | /ew/            | êu       |
| /ɔj/            | oi             | /ɛw/            | eo       |
| /əːj/           | ơi             | /əːw/           | ơu       |
| /ɜj/            | ây, ê          | /ɜw/            | âu, ô    |
| /ɐːj/           | ai             | /ɐːw/           | ao       |
| /ɐj/            | ay, a          | /ɐw/            | au, o    |
| /ɨj/            | ưi             | /ɨw/            | ưu       |
| /iɜ/            | ia, ya, iê, yê | /uɜ/            | ua, uô   |
| /ɨɜ/            | ưa, ươ         |                 |          |
| /iɜw/           | iêu, yêu       | /uɜj/           | uôi      |
| /ɨɜj/           | ươi            | /ɨɜw/           | ươu      |

| /iɜ/ - geschreven als ia in een open lettergreep: /miɜ/ = mía "suikerriet" - geschreven als iê voor een medeklinker: /miɜŋ/ = miếng "stuk" - i wordt y geschreven aan het begin van een woord of na een klinkerletter: - ya: /xwiɜ/ = khuya "'s avonds laat" - yê: /xwiɜn/ = khuyên "aanraden"; /iɜn/ = yên "kalm" | /uɜ/ - geschreven als ua in een open lettergreep: /muɜ/ = mua "kopen" - geschreven als uô voor een medeklinker: /muɜn/ = muôn "tienduizend" |
| /ɨɜ/ - geschreven als ưa in een open lettergreep: /mɨɜ/ = mưa "regenen" - geschreven als ươ voor een medeklinker: /mɨɜŋ/ = mương "gracht" | |

### Medeklinkers
De uitspraak van de meeste medeklinkers is redelijk gelijkaardig met hoe ze worden uitgesproken in Europese talen. De letters j, w en z worden enkel gebruikt in vreemde woorden.
- b: /ʔɓ/?, ongeveer zoals een gewone b, maar implosief (met een beetje inademing)
- c: steeds /k/?; wordt k geschreven voor i, e, ê en y
- ch: /c/?, zoals een k maar dan meer vooraan in de mond, zodat het eerder als tj (zoals in "tjonge") klinkt
- d: /z/? met het accent van het noorden, /j/? in het centrum en het zuiden van Vietnam
- đ: /ʔd/?, ongeveer zoals een gewone d, maar implosief (met een beetje inademing)
- g: /ɣ/?, zoals de g in Vlaanderen wordt uitgesproken; om geen verwarring te hebben met gi wordt g als gh geschreven voor i en (om historische redenen) ook voor e en ê
- gi: /z/? met het accent van het noorden, /j/? in het centrum en het zuiden van Vietnam; als er geen andere klinker achter komt, wordt het /zi/? of /ji/? uitgesproken (zoals in gì "wat")
- h: /h/?
- k: /k/?; wordt gebruikt in de plaats van c voor i, e, ê en y
- kh: /x/?, zoals de Nederlandse ch
- l: /l/?
- m: /m/?
- n: /n/?
- ng: /ŋ/?, zoals in het Nederlands
- nh: /ɲ/?, zoals in het Portugees, zoals nj in het Nederlands of ñ in het Spaans
- p: /p/?
- ph: /f/?; de schrijfwijze is historisch gegroeid en er zijn tendensen om dit te vervangen door f (een letter die anders niet wordt gebruikt), maar dit heeft slechts weinig succes
- q: enkel in qu /kw/?
- r: /z/? in het noorden, /ʒ/? (zoals zj in het Nederlands, of de g in "garage") in het zuiden
- s: /s/? in het noorden, /ʃ/? (zoals sj in het Nederlands) in het zuiden
- t: /t/?
- th: /tʰ/?, een aangeblazen t, dus eerder t + h, en niet /θ/? zoals in het Engels
- tr: /c/? in het noorden (zoals ch), /ʈʂ/? in het zuiden (zoals tj maar dan met gekrulde tong)
- v: /v/? in het noorden, /j/? of /vʲ/? in het zuiden
- x: /s/?

De klinkerletters o en u worden ook gebruikt voor /w/ en i en y voor /j/.

## Tonen
Het Vietnamees is een toontaal, wat betekent dat de betekenis van een woord afhangt van de "toon" (in dit geval de toonhoogte en de manier van glottalisatie) waarmee het wordt uitgesproken.
Er zijn zes tonen. De eerste ("vlakke toon") heeft geen accent, terwijl de vijf andere diakritische tekens hebben. Vroeger stonden deze systematisch op de voorlaatste letter van het woord, maar tegenwoordig is de tendens om ze niet meer te plaatsen op o of u indien deze /w/ worden uitgesproken, zodat het accent soms op de laatste letter komt. Dus wat vroeger Hòa Lan ("Nederland") was, wordt nu eerder Hoà Lan geschreven.
| Toon                    | Aanduiding     | Klinkers met diakritisch teken | Klinkers met diakritisch teken | Klinkers met diakritisch teken | Klinkers met diakritisch teken | Klinkers met diakritisch teken | Klinkers met diakritisch teken | Klinkers met diakritisch teken | Klinkers met diakritisch teken | Klinkers met diakritisch teken | Klinkers met diakritisch teken | Klinkers met diakritisch teken | Klinkers met diakritisch teken |
| ----------------------- | -------------- | ------------------------------ | ------------------------------ | ------------------------------ | ------------------------------ | ------------------------------ | ------------------------------ | ------------------------------ | ------------------------------ | ------------------------------ | ------------------------------ | ------------------------------ | ------------------------------ |
| Ngang (vlak)            | geen           | A/a                            | Ă/ă                            | Â/â                            | E/e                            | Ê/ê                            | I/i                            | O/o                            | Ô/ô                            | Ơ/ơ                            | U/u                            | Ư/ư                            | Y/y                            |
| Huyền (dalend)          | accent grave   | À/à                            | Ằ/ằ                            | Ầ/ầ                            | È/è                            | Ề/ề                            | Ì/ì                            | Ò/ò                            | Ồ/ồ                            | Ờ/ờ                            | Ù/ù                            | Ừ/ừ                            | Ỳ/ỳ                            |
| Hỏi (duikend-stijgend)  | haak           | Ả/ả                            | Ẳ/ẳ                            | Ẩ/ẩ                            | Ẻ/ẻ                            | Ể/ể                            | Ỉ/ỉ                            | Ỏ/ỏ                            | Ổ/ổ                            | Ở/ở                            | Ủ/ủ                            | Ử/ử                            | Ỷ/ỷ                            |
| Ngã (glottaal stijgend) | tilde          | Ã/ã                            | Ẵ/ẵ                            | Ẫ/ẫ                            | Ẽ/ẽ                            | Ễ/ễ                            | Ĩ/ĩ                            | Õ/õ                            | Ỗ/ỗ                            | Ỡ/ỡ                            | Ũ/ũ                            | Ữ/ữ                            | Ỹ/ỹ                            |
| Sắc (stijgend)          | accent aigu    | Á/á                            | Ắ/ắ                            | Ấ/ấ                            | É/é                            | Ế/ế                            | Í/í                            | Ó/ó                            | Ố/ố                            | Ớ/ớ                            | Ú/ú                            | Ứ/ứ                            | Ý/ý                            |
| Nặng (glottaal laag)    | puntje eronder | Ạ/ạ                            | Ặ/ặ                            | Ậ/ậ                            | Ẹ/ẹ                            | Ệ/ệ                            | Ị/ị                            | Ọ/ọ                            | Ộ/ộ                            | Ợ/ợ                            | Ụ/ụ                            | Ự/ự                            | Ỵ/ỵ                            |

Normaalgezien behoudt de letter i haar puntje wanneer er een accent op komt, maar met de opkomst van computers en het internet verdwijnt die.
Bij het alfabetisch ordenen tellen de letters als eerste, dan komen toontekens en hoofdletters komen als laatste. Rangschikking gebeurt lettergreep per lettergreep. Hierdoor heeft men dus eerst tuân thủ en dan tuần chay, aangezien het verschil bij de eerste lettergreep voorgaat op het (belangrijker) verschil in de tweede.

## Vietnamese lettertypes en coderingen
De universele karakterset Unicode heeft geen apart segment voor het Vietnamese alfabet. De nodige letters zijn verspreid over de segmenten Basic Latin, Latin-1 Supplement, Latin Extended-A, Latin Extended-B en Latin Extended Additional. Een conventie gebaseerd op ASCII-based writing convention, Vietnamese Quoted Readable, en enkele coderingen zoals TCVN3, VNI en VISCII waren in wijd gebruik voordat Unicode populair werd. Tegenwoordig wordt bijna enkel nog Unicode gebruikt.